# Palmyra (ville, New York)
Pour les articles homonymes, voir Palmyra.
Ne doit pas être confondu avec Palmyra (village, New York).
Palmyra est une ville du comté de Wayne dans l'état de New York.
Sa population était de 7 975 habitants en 2010, et estimée à 7 638 habitants en 2016.